# Latidens salimalii
Latidens salimalii là một loài động vật có vú trong họ Dơi quạ, bộ Dơi. Loài này được Thonglongya mô tả năm 1972.